# 藏曆

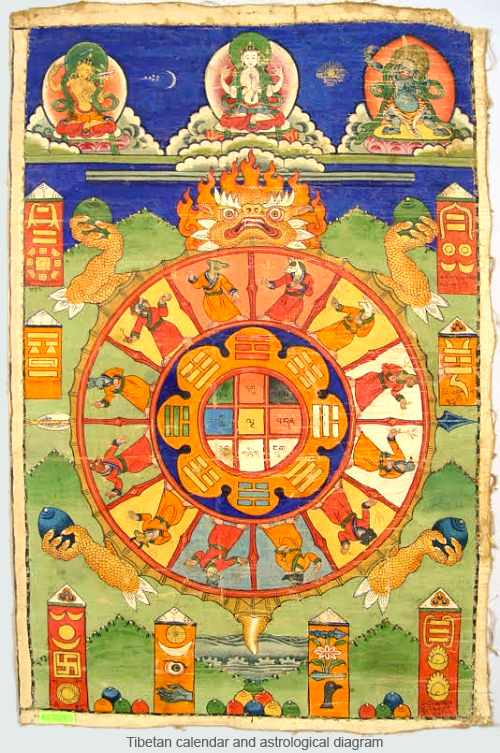
斯巴霍（srid pa ho，万有图），用于招祥辟邪，因五行、八卦、九宫、十二生肖能骇世间万有属性，故名

藏曆（藏語：ལོ་ཐོ་，威利转写：lo-tho），藏族的传统曆法，属阴阳合曆，是藏族物候曆、印度时轮曆和汉族曆法的混合体。藏历中的五行、七曜等元素为藏族自7世纪起陆续从汉族曆法中引入，而11世纪从印度引进时轮曆後，藏曆一直以时轮曆为主体，汉族曆法为辅助，18世纪又从汉地引入时宪曆用于推算日食和月食等。
藏历纪年以60年为周期，称“绕迥”，相当于干支纪年的“甲子”，藏历以五行、阴阳表示天干，以十二生肖表示地支，如藏历的阳木马年相当于干支纪年的甲午年。藏历的纪月法除了以序数命名的“霍尔月”，四季各分孟、仲、季的十二分法以外，还有源自印度的“望宿月”等。在日期安排上，藏历重望而不重朔，即满月必定为十五日，而新月未必是初一。藏历的纪日法，除了太阳日外，还有“太阴日”算法，通过太阳日与太阴日的日序配合产生“重日”和“缺日”，再由此形成大月和小月，大月30天，小月29天。藏历通过增加一个月为闰月来调节朔望月与回归年，方法为按照时轮历的规则以每65年为一个闰周，置24个闰月；同时藏历也遵循汉族历法中“无中气之月置闰”的原则。
1951年，西藏开始使用公历，藏历主要用于指导农牧生产和庆祝传统节日。历史上，藏历每年的历书由拉萨的门孜康负责编制，现在由西藏自治区藏医院天文历算研究所等机构负责编制，藏族气象历书至今仍具有指导农牧业生产、预报气象等重要作用，流行于西藏、青海、甘肃、四川、云南等省的藏区和不丹、印度、尼泊尔等邻近国家。

## 历史

### 物候历
藏历包含的藏族本民族传统成分中，以物候历最有特色。物候历是指藏族先民通过对日月星辰和动植物的物候变化，逐步总结出来的自然历。而且由于各地环境的不同，生活在当地的先民所关注的物候对象也有不同，如地处喜马拉雅山东南脚下的珞门气候温暖湿润，人们善于观察禽鸟的去来和植物的生长；在青藏高原北部牧区羌塘，老牧民们善于通过观察星光和云团的变化预测近期的天气；在半牧区的岗卓，人们善于观察山峦江湖的变化；在阿里地区的苯象，人们善于观察日月运行；在昌都的登巴，人们善于观察水文。藏族先民对上述物候的原始观测经过千百年的积累，进一步归纳为规律性的词句，被写入历书之中:13-14。
在阿里地区的象雄文明，敦巴辛饶及其弟子工泽垂杰、工泽垂布琼创造的虎豹鹏龙图案、象雄语的星宿名称等在西藏的天文历算中流传至今。相传，早在吐蕃第一代藏王聂赤赞普时期，藏族先民就已经有“观象授时”的习惯，通过对物候的观测，确定各地适宜的农耕牧作时机。到公元前100年左右，山南地区诞生了《纺织老人月算》，根据太阳的运行轨迹创造了推算年月日的方法。《雍仲本教源流大全》中收录有一种名为“象雄老人口算”的历法，其中出现了夏至和冬至两个节气，并将一年共365天分为了长短不等的若干阶段:50。史料记载，公元前2世纪左右，青藏高原上曾出现了12位智慧的苯教徒，其中就有专门从事“卜卦占算”的算者。

### 引入周边历法

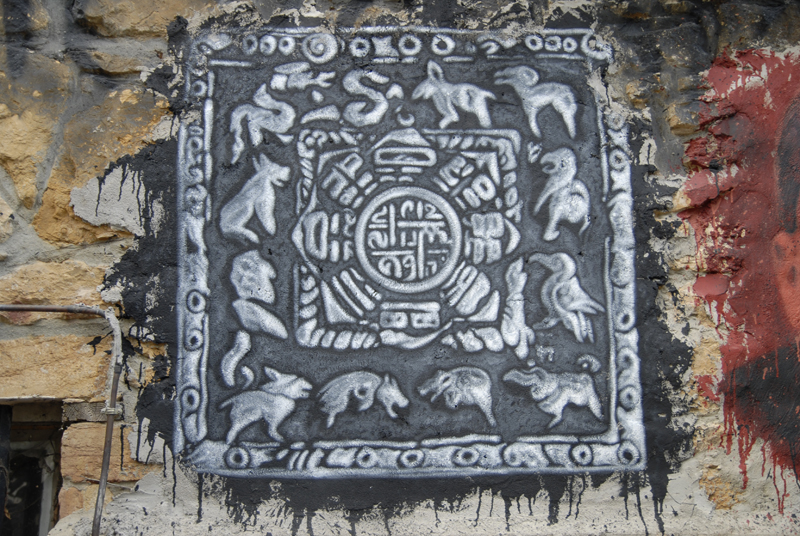
十二生肖图

吐蕃时期，随着西藏与中原、西域、克什米尔、印度、尼泊尔等地的文化交流增多，周边地区的历算学知识也随之传入西藏。五行、五曜、八卦、九宫、七曜、十二生肖、二十八星宿等概念相继传入吐蕃，并融入到藏族传统的物候历中。据《白琉璃》所傳，早在囊日论赞时期已有汉地历算知识传入吐蕃。因當時吐蕃還沒有文宇，這些知識沒有得到廣泛傳播。公元641年，唐朝与吐蕃联姻，文成公主入藏，为吐蕃带来了多部天文星算书籍，据藏文史书《汉藏史集》记载有占卜历算书籍六十种，《玛尼宝训》记载有五行图经八十部，《贤者喜宴》记载有占筮历算法八十部。其后，松赞干布选派了益西格瓦、卓尼顿瓦等人到汉地学习天文历算知识。赤松德赞时期，寂護大师、莲花生大师等将相地术传入吐蕃，同时藏族的天文历算开始与藏医学结合，藏医大师玉妥云丹贡布于公元763年在林芝建立藏医学校，在传授医学知识的同时教授天文历算知识。
9世纪，吐蕃王朝崩溃，包括历算学在内的西藏文化进入发展滞缓阶段。10世纪，随着佛教在西藏再次弘传，历算学得以重新发展。印度的时轮历源自《时轮经》的第一品《外时轮品》，属于天文历算范畴:46。1027年，《时轮经》经传译进入西藏，时轮历开始流传，并成为西藏历法体系的主要组成部分。

### 发展与派别

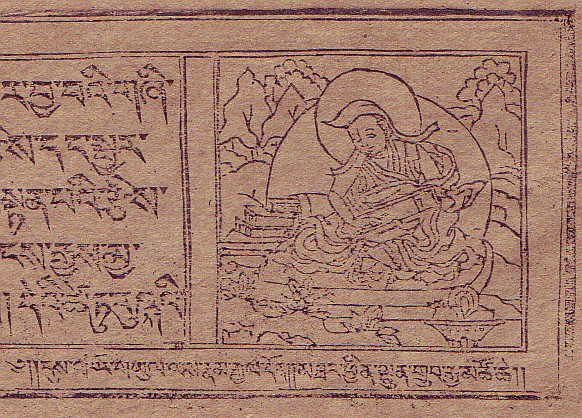
藏族曆算浦派宗师浦巴·伦珠嘉措

时轮曆在印度就有两大派别，分别是着重理论体系完整的体系派（གྲུབ་རྩིས་，grub rtsis）和着重实用便利的作用派（བྱེད་རྩིས་，byed rtsis）。两派的计算原理和方法几乎完全一致，但基本数据有差异，造成计算结果不同，体系派的朔望月数值相当精密，作用派的恒星年长度更准确。:270,281
时轮曆传入藏地后，受藏族地区在行政上的长期分裂以及寺院独立性的影响，各地所用的藏曆并非完全相同，形成了诸多派别。公元13世纪至15世纪上半叶，萨迦派占优势，代表人物有萨迦三祖扎巴坚赞、五祖八思巴等。其后直到今日，一直是浦派（ཕུག་ལུགས་，phug lugs）占据优势。该派因藏曆典籍《白莲亲教》（1447年）的作者浦巴·伦珠嘉措（ཕུག་པ་ལྷུན་གྲུབ་རྒྱ་མཚོ，phug pa lhun grub rgya mtsho）而得名，又以第司桑杰嘉措的曆算著作《白琉璃》（1687年）为界，分为旧浦派和新浦派。浦派为藏地官方曆书所采用，但未完全取代其他派别，如在噶举派地区始终流行楚尔派（མཚུར་ལུགས་，mtshur lugs），该派得名于楚布寺。浦派中还有一个特别的支派，名为甘丹新算派，以松巴·益西班觉所著《甘丹新算》（དགེ་ལྡན་རྩིས་གསར་མ་བུ་，dge ldan rtsis gsar ma bu）而得名。浦派、楚尔派和甘丹新算派都属于体系派。:21-22,238:3,9,10

## 纪年法

### 绕迥
现行藏历使用绕迥来紀元和纪年，这一做法沿袭自印度时轮历。时轮历以60年为周期纪年，每年各有一个名称:555。其中第1年的名称意为“胜生”（殊胜的出生），藏语发音为“绕迥”（རབ་བྱུང༌，rab byung），所以这样一个60年周期也称“绕迥”或“胜生周”。藏历还规定，以1027年为纪元，即第1个绕迥的第1年。时轮历中各年的名称是任意取的，没有特别的道理，相互间也没有关联，不便于记忆和推算，因此藏历绕迥一周中的各年份通常以阴阳五行配十二生肖来表示，如用“阴火兔年”来代替时轮历裡的名字“胜生年”:29-32。阴阳通常可以略去，因为某个生肖所对应的阴阳是固定的:32。
| |            | 火（མེ་）                 | 土（ས་）               | 铁（ལྕགས་）             | 水（ཆུ་）               | 木（ཤིང་）                |
| --- | ---------- | ------------------------ | ---------------------- | ---------------------- | ---------------------- | ------------------------ |
| 阴 | 兔（ཡོས་）  | 1 阴火兔 胜生（丁卯）    | 13 阴土兔 沉迷（己卯） | 25 阴铁兔 行健（辛卯） | 37 阴水兔 致美（癸卯） | 49 阴木兔 罗刹（乙卯）   |
| 阳 | 龙（འབྲུག་） | 50 阳火龙 炎火（丙辰）   | 2 阳土龙 妙生（戊辰）  | 14 阳铁龙 奋威（庚辰） | 26 阳水龙 欣悦（壬辰） | 38 阳木龙 忿怒母（甲辰） |
| 阴 | 蛇（སྦྲུལ་）  | 51 阴火蛇 金黄（丁巳）   | 3 阴土蛇 太白（己巳）  | 15 阴铁蛇 超群（辛巳） | 27 阴水蛇 尊胜（癸巳） | 39 阴木蛇 多宝（乙巳）   |
| 阳 | 马（རྟ་）   | 40 阳火马 威慑（丙午）   | 52 阳土马 信使（戊午） | 4 阳铁马 沉醉（庚午）  | 16 阳水马 众杂（壬午） | 28 阳木马 胜利（甲午）   |
| 阴 | 羊（ལུག་）  | 41 阴火羊 猕猴（丁未）   | 53 阴土羊 义成（己未） | 5 阴铁羊 生主（辛未）  | 17 阴水羊 太阳（癸未） | 29 阴木羊 致醉（乙未）   |
| 阳 | 猴（སྤྲེལ་）  | 30 阳火猴 丑颜（丙申）   | 42 阳土猴 木曜（戊申） | 54 阳铁猴 猛厉（庚申） | 6 阳水猴 数苑（壬申）  | 18 阳木猴 救日（甲申）   |
| 阴 | 鸡（བྱ་）   | 31 阴火鸡 金沿（丁酉）   | 43 阴土鸡 温文（己酉） | 55 阴铁鸡 恶意（辛酉） | 7 阴水鸡 瑞颜（癸酉）  | 19 阴木鸡 护国（乙酉）   |
| 阳 | 狗（ཁྱི་）   | 20 阳火狗 不尽（丙戌）   | 32 阳土狗 悬垂（戊戌） | 44 阳铁狗 共通（庚戌） | 56 阳水狗 巨鼓（壬戌） | 8 阳木狗 实有（甲戌）    |
| 阴 | 猪（ཕག་）  | 21 阴火猪 普化（丁亥）   | 33 阴土猪 致变（己亥） | 45 阴铁猪 致违（辛亥） | 57 阴水猪 呕血（癸亥） | 9 阴木猪 华年（乙亥）    |
| 阳 | 鼠（བའི་）  | 10 阳火鼠 能持（丙子）   | 22 阳土鼠 遍持（戊子） | 34 阳铁鼠 具备（庚子） | 46 阳水鼠 纲维（壬子） | 58 阳木鼠 荧惑（甲子）   |
| 阴 | 牛（གླང་）  | 11 阴火牛 大自在（丁丑） | 23 阴土牛 违越（己丑） | 35 阴铁牛 超升（辛丑） | 47 阴水牛 无忌（癸丑） | 59 阴木牛 忿怒男（乙丑） |
| 阳 | 虎（སྟག་）  | 60 阳火虎 终尽（丙寅）   | 12 阳土虎 多粒（戊寅） | 24 阳铁虎 仪态（庚寅） | 36 阳水虎 致善（壬寅） | 48 阳木虎 庆喜（甲寅）   |
| 注：表格左上为一个绕迥中每年的序数，右上为每年的藏历名称，左下为每年的时轮历名称，右下为对应的干支纪年名称 |            |                          |                        |                        |                        |                          |

在引入时轮历和绕迥之前，藏族历法没有纪元，纪年则采用简单易懂、12年一循环的生肖纪年:29,33。例如《吐蕃大事紀年》所记650年至763年百余年间的大事，只用十二生肖纪年。出土的民间购买契约文书也显示，9世纪时的吐蕃无论是官方或是民间都采用生肖纪年法。在生肖纪年基础上添加阴阳五行相配的60年一循环的纪年法，也只在两处藏汉双语对照的文献中出现，其一即拉萨的唐蕃会盟碑。这种做法可能是在双语文本中，为追求两种文字内容的“平衡”而临时性地模仿汉地的干支。

### 火空海
藏族史书追述绕迥纪元（1027年）之前的历史时，通常使用火空海纪元。火（མེ་，me）、空（མཁའ་，mkha'）、海（རྒྱ་མཚོ་，rgya mtsho）为藏语中数字3、0、4的异名，藏语使用异名书写数字时先写低位再写高位，因此“火空海”指的是数字403。该纪年法以公元624年为元年，至1026年总计四百零三年，故而得名。藏地的信史时期基本在火空海元年之后，故这种纪年法足够使用:127,277。如喇钦·贡巴饶赛生于公元952年，即记为火空海纪元329年。

### 其他纪元
释迦纪元是以佛教创始人释迦牟尼诞生或圆寂之年为零年的纪元方法，历史上藏文文献由于受宗教影响常使用这种方法纪年，但具体的纪年则有诸多不同，如萨迦派认为佛灭于公元前2134年，浦派认为佛诞于公元前961年，有的著作按汉文史书算法认为佛诞于公元前1027年，有的则认为佛灭于公元前554年:27。蒙古曆也受到藏曆的相应影响，如《蒙古源流》记载吐蕃赞普松赞干布出生于“自前戊子纪年以来，历二千七百五十年，岁次丁丑”，这里的“戊子纪年”就是萨迦派的算法，从公元前2134年（丁亥年）佛祖圆寂后的次年（公元前2133年，戊子年）开始计算。
夏迦纪元（ཤྰཀའི་འདས་ལོ，sh'aka'i 'das lo）以公元78年为元年，即南亚、东南亚的塞迦纪年。夏迦纪元在藏地主要用于“甜头算”（ཀར་མྱང་གི་རྩིས་，kar myang gi rtsis），一种从尼泊尔传来的卜算法:276。

## 纪月法
藏历属阴阳合历，根据月相变化周期置月，每年12个月，闰年13个月。藏历最常用的纪月方式是自汉地经蒙古传入的霍尔月（ཧོར་ཟླ，蒙古月），每月均以月圆（望）为十五日，以寅月为正月，各月以按照序数称呼为“一月”（ཟླ་བ་དང་པོ་ 或 ཟླ ༡）、“二月”（ཟླ་བ་གཉིས་པ་ 或 ཟླ ༢）等:38。
源自古代印度的时轮历系统的纪月法则是以二十七宿的名字作为月份的名称，既以月满时，也就是“望”时，处在的二十七宿的哪一宿或其附近而命名，因此被称为“望宿月”。玄奘《大唐西域记》中“随其星建，以标月名，古今不易，诸部无讹”说的就是“望宿月”纪月法。望宿月以望日开始，每个月相当于农历的十六日到下一个月的十五日。望宿月依照角宿月、氐宿月、心宿月、箕宿月、牛宿月、室宿月、娄宿月、昴宿月、觜宿月、鬼宿月、星宿月、翼宿月十二个月名循环使用。
早在吐蕃时期，藏族先民就开始使用生肖纪月。时轮历望宿月月引入后，藏历月份虽仍使用生肖命名，但月序改为以角宿月，也就是龙月开始；霍尔月引入后，月序又改为以虎月开始，但传统的历法推算并未随之改变，因此传统历书往往从霍尔月三月开始。
| 望宿月 | 四季 | 十二因缘 | 密典用语 | 霍尔月 | 十二地支 |
| ------ | ---- | -------- | -------- | ------ | -------- |
| 星宿月 | 孟春 | 行月     | 痴月     | 正月   | 寅虎     |
| 翼宿月 | 仲春 | 识月     | 善月     | 二月   | 卯兔     |
| 角宿月 | 季春 | 名色月   | 超群月   | 三月   | 辰龙     |
| 氐宿月 | 孟夏 | 六处月   | 龟月     | 四月   | 巳蛇     |
| 心宿月 | 仲夏 | 触月     | 水兽月   | 五月   | 午马     |
| 箕宿月 | 季夏 | 受月     | 嫠月     | 六月   | 未羊     |
| 牛宿月 | 孟秋 | 爱月     | 痣月     | 七月   | 申猴     |
| 室宿月 | 仲秋 | 取月     | 凿月     | 八月   | 酉鸡     |
| 娄宿月 | 季秋 | 有月     | 荣月     | 九月   | 戌狗     |
| 昴宿月 | 孟冬 | 生月     | 梦月     | 十月   | 亥猪     |
| 觜宿月 | 仲冬 | 老死月   | 君月     | 十一月 | 子鼠     |
| 鬼宿月 | 季冬 | 无明月   | 盈月     | 十二月 | 丑牛     |

## 纪日法

### 重日和缺日（大小月）

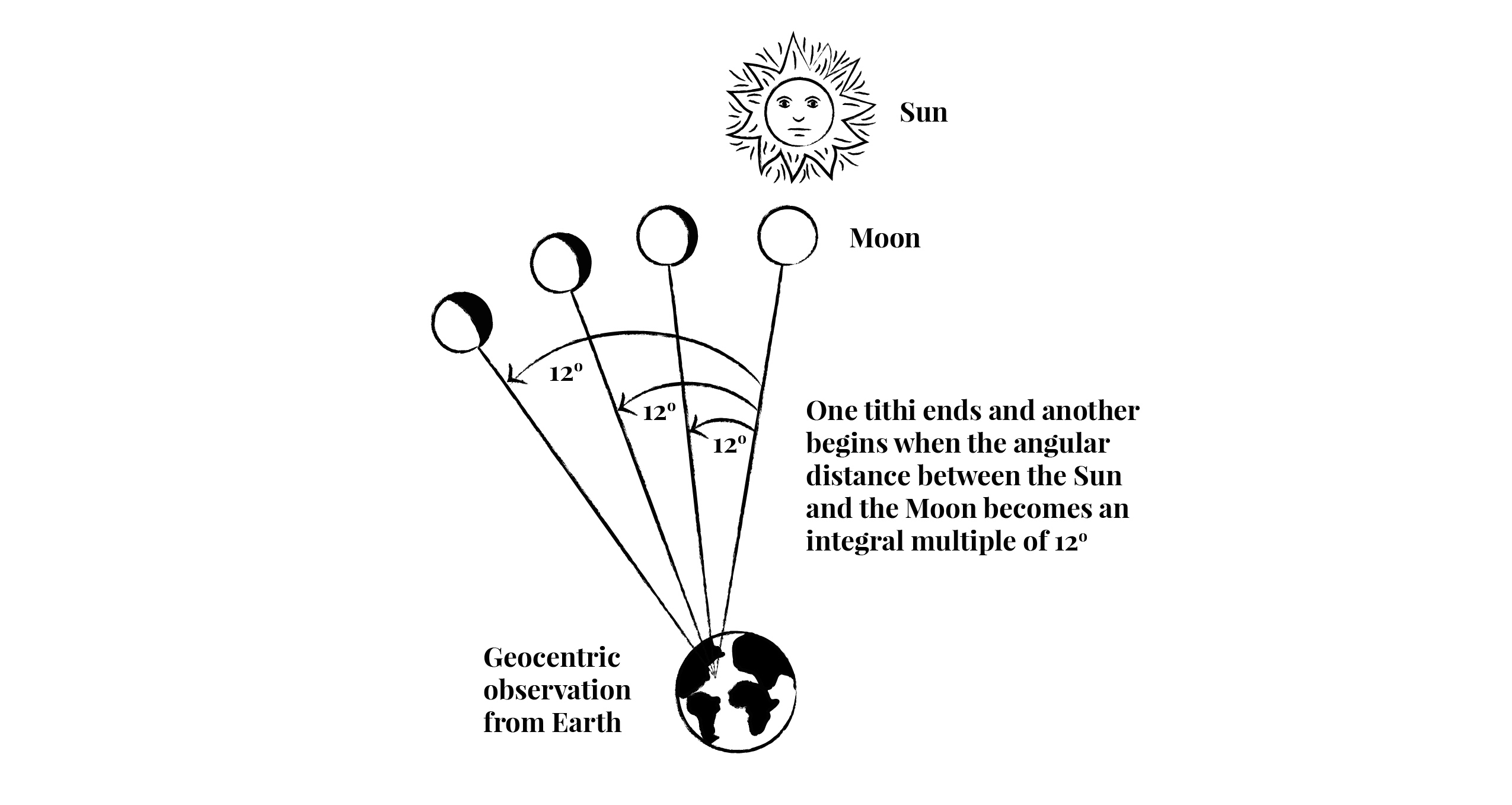
以地球为参照系，一个太阴日就是月亮比太阳多运行12度所用的时间，实际接近13度

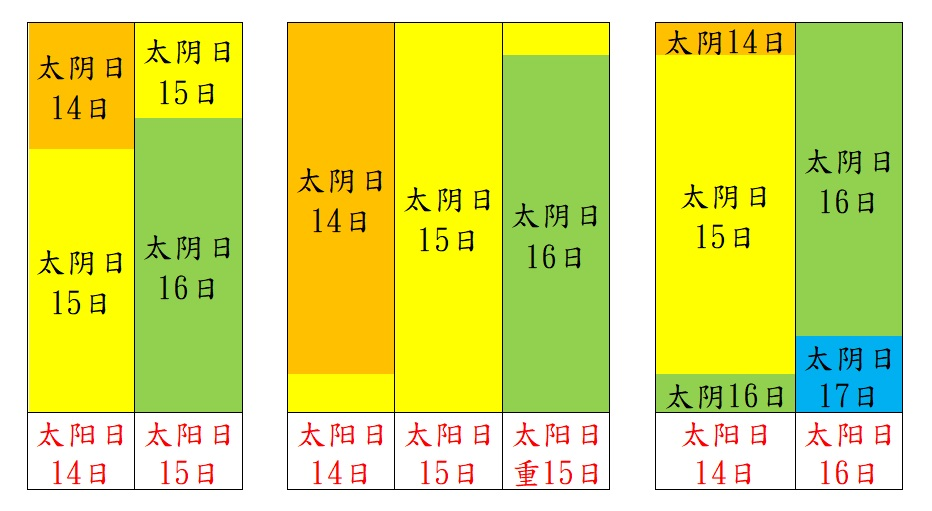
重日和缺日与太阳日、太阴日之关系示例。左为正常情况，中为重日，右为缺日

由于朔望月的平均长度约是29.5天，并非整数，因此藏历与其他阴阳合历及阴历一样，区分大小月，大月30天，小月29天。与农历小月缺三十日不同，藏历通过“重日”和“缺日”来调节每月的天数。
尽管藏历霍尔月闰月计算和大小月确定保持了时轮历的算法，但每个月是按照汉族历法的做法将月圆的望日放在月中，而非时轮历原本的以望日为月末最后一天。与农历将朔日固定为月首初一，望日可能在十五日或十六日不同，藏历将望日固定为十五日，因此初一可能是朔日或朔日第二天:38-40。
“重日”（ཞག་ལྷག་，zhag chad）和“缺日”（ཞག་ཆད་，zhag lhag）的概念源自时轮历。一个月中重日和缺日的多少或者有无直接决定了该月为三十天的大月还是二十九天的小月。一个月中缺日可能存在一个、两个或者没有，而重日的数量不会多于缺日。既没有重日也没有缺日的月份称为“吉祥月”:44。
|         | 2个重日 | 1个重日 | 无重日 |
| ------- | ------- | ------- | ------ |
| 2个缺日 | 30天    | 29天    | 不可能 |
| 1个缺日 | 不可能  | 30天    | 29天   |
| 无缺日  | 不可能  | 不可能  | 吉祥月 |

重日和缺日是以太阳日和太阴日的关系来确定的。太阳日就是一昼夜，时间长度固定。太阴日是朔望月的1/30，具体指月亮运行一周的弧度的1/30所需的时间。每一个太阴日，月亮都在轨道上运行同样的弧度。每一个太阴日开始/结束时的月相是固定的，新月的瞬间就是第1个太阴日开始之时，满月的瞬间就是第15个太阴日结束之时。由于月球轨道为椭圆形，运行速度不均匀，导致每个太阴日实际长度不一，最短约0.9个太阳日（21.6小时），最长约1.066个太阳日（25.6小时），再加上太阴日的起止时刻可能落在一昼夜间的任何时刻，所以可能出现下面两种特殊情况：一个太阳日之中没有任何太阴日的开始/结束（某个太阴日长于24小时，开始于某个太阳日快结束时，结束于第三个太阳日刚开始时），则重一个太阳日序；或一个太阳日之中有两次太阴日的开始/结束（某个太阴日短于24小时，开始于某个太阳日刚开始时，结束于同一个太阳日快结束时），则缺一个太阳日序。太阴日永远是一个朔望月30天，不重不缺。:24-26,44-45。

### 时轮历纪日
印度古代将一个朔望月分为两段，从望到朔称“黑分”，从朔到望称“白分”，均从一日至十五日纪日。印度时轮历以黑分居前，月圆后的第一日为月首，即《大唐西域记》中所说的“黑前白后，合为一月”，而藏历则改将白分作为一个月的前半段:39-40。除序数纪日外，藏历时轮历还有用“喜”（དགའ་，dga'）、“善”（བཟང་，bzang，或译为“贤”）、“胜”（རྒྱལ་，rgyal）、“空”（སྟོང་，stong）和“满”（རྫོགས་，rdzogs）五字轮流纪日的方法，白分、黑分各自经历三轮。因此，以藏历某月的第24天为例，可被记为黑分第九天或黑分第二个“空”日。:47-48
|      |        | 喜 | 善 | 胜 | 空 | 满 |
| ---- | ------ | -- | -- | -- | -- | -- |
| 白分 | 第一个 | 1  | 2  | 3  | 4  | 5  |
| 白分 | 第二个 | 6  | 7  | 8  | 9  | 10 |
| 白分 | 第三个 | 11 | 12 | 13 | 14 | 15 |
| 黑分 | 第一个 | 1  | 2  | 3  | 4  | 5  |
| 黑分 | 第二个 | 6  | 7  | 8  | 9  | 10 |
| 黑分 | 第三个 | 11 | 12 | 13 | 14 | 15 |

### 生肖纪日
藏族历史上还曾使用过以十二生肖纪日的方法。单数月第一天必定为虎日，双数月第一天必定为猴日，两个月循环一次。如蒙文《俺答汗传》中记载，“火吉祥母兔年库胡列儿月（十二月）三十日牛日圣俺答汗生于博坦哈屯”，便采用藏曆生肖纪日，双数月三十日即为牛日。
藏曆生肖纪日与汉族干支纪日看似相近，实际上大不相同。藏曆生肖纪日所记的其实是太阴日，在与太阳日对应时会或重或缺，有可能间断。汉族干支纪日中，五个寅日之间必定相隔60个昼夜（太阳日）；藏曆生肖纪日中，五个虎日之间必定相隔两个朔望月（60个太阴日），不管这两个月具体有几天。:48-49

### 七曜纪日
藏族也使用全球通用的星期制度，以每七天为一星期（གཟའ，gza'）。七曜是火、水、木、金、土五星和日、月的合称，以七曜纪日的办法最早可能是由古代迦勒底人创造的，也可能是源自于两河流域的美索不达米亚平原，先在闪族中传播，后被犹太人和波斯人接受，再传入中国、印度等地。七曜纪日的具体做法是将每天按照日、月、火、水、木、金、土的名称顺序依次命名，各曜的名称以七天为一个周期循环使用。
| 七曜纪日 | 藏文（威利转写）             | 星期纪日 | 值日的曜（藏文名） |
| -------- | ---------------------------- | -------- | ------------------ |
| 日曜日   | གཟའ་ཉི་མ།（gza' nyi ma）      | 星期日   | 太陽（ཉི་མ།）       |
| 月曜日   | གཟའ་ཟླ་བ།（gza' zla ba）      | 星期一   | 月亮（ཟླ་བ།）       |
| 火曜日   | གཟའ་མིག་དམར།（gza' mig dmar） | 星期二   | 火星（མིག་དམར།）    |
| 水曜日   | གཟའ་ལྷག་པ།（gza' lhag pa）    | 星期三   | 水星（ལྷག་པ།）      |
| 木曜日   | གཟའ་ཕུར་བུ།（gza' phur bu）    | 星期四   | 木星（ཕུར་བུ།）      |
| 金曜日   | གཟའ་པ་སངས།（gza' pa sangs）  | 星期五   | 金星（པ་སངས།）     |
| 土曜日   | གཟའ་སྤེན་པ།（gza' spen pa）    | 星期六   | 土星（སྤེན་པ།）      |

## 置闰
藏历跟其他阴阳合历一样，需要调节朔望月与回归年之间的关系，使每个月所在的季节基本不变，所以一定时间会增加一个闰月。藏历遵循时轮历的规则，闰章为每65年置24个闰月。在具体操作中，则采用汉族历法“无中气置闰”的方法。
“中气”的概念源自汉族历法，指二十四节气中的雨水、春分等十二个，其余十二个称为“交节”。节与气相互间隔排列。两个中气之间平均相差30.44天，而一个朔望月约为29.5天，因此大约每间隔32或33个月就会出现一个月里有节无气。藏历霍尔月的序数按该月所含中气确定，如雨水所在的月为正月，春分所在的月为二月。假如一个月中没有中气，就成为上一个月的闰月。不过藏历确定中气用的是将一个回归年按计算平均分成12份的平气法，没有考虑地日相对运动速度不均匀的情况，而农历用的是以太阳在黄道上的实际位置确定的定气法，因此藏历与农历在置闰上可能产生差异，出现相差一个月序的情形:40-43。

## 岁正与新年
绝大部分藏区都以藏历正月初一为新年（ལོ་གསར，洛萨），该习俗源自于《金光明经》和藏医《四续》派的学说，其中《金光明经》是9世纪由汉文转译为藏文的。传说藏族先民曾在夏季庆祝新年，雅鲁藏布江中游地区的望果节就是古代六月过年的文化遗存。根据《旧唐书·吐蕃传》及《新唐书·吐蕃传》记载，吐蕃时期曾以麦熟为新年。工布地区在每年的藏历十月初一庆祝新年，称“工布新年”（工布洛萨）； 以日喀则为中心的后藏地区，农民往往提前在藏历十二月初一庆祝新年，称“农事新年”（索朗洛萨）。在云南省迪庆藏族自治州，因为当地藏族同时庆祝农历春节和藏历新年，因此称藏历新年为“僧侣新年”（阿达拉斯）。
由于置闰和纪日的差异，藏历新年与农历新年的日期不一定重合，存在重合、相差一天、相差一个月或相差一个月零一天四种情况。

## 历书

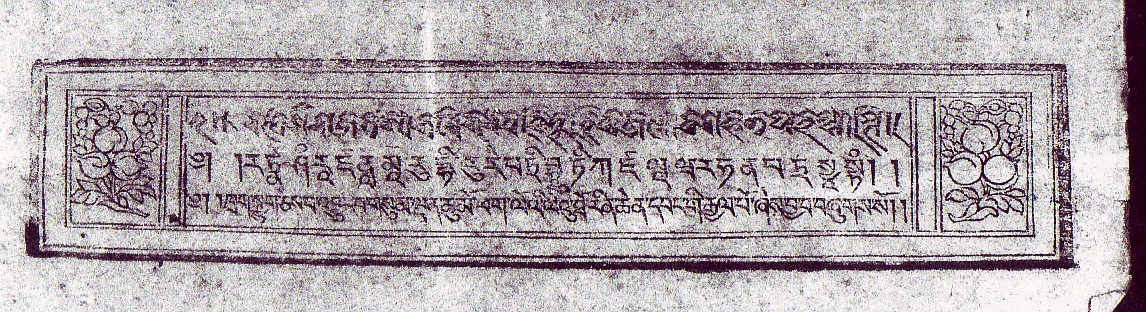
水猪年（1923年）拉萨木版藏历历书的封面

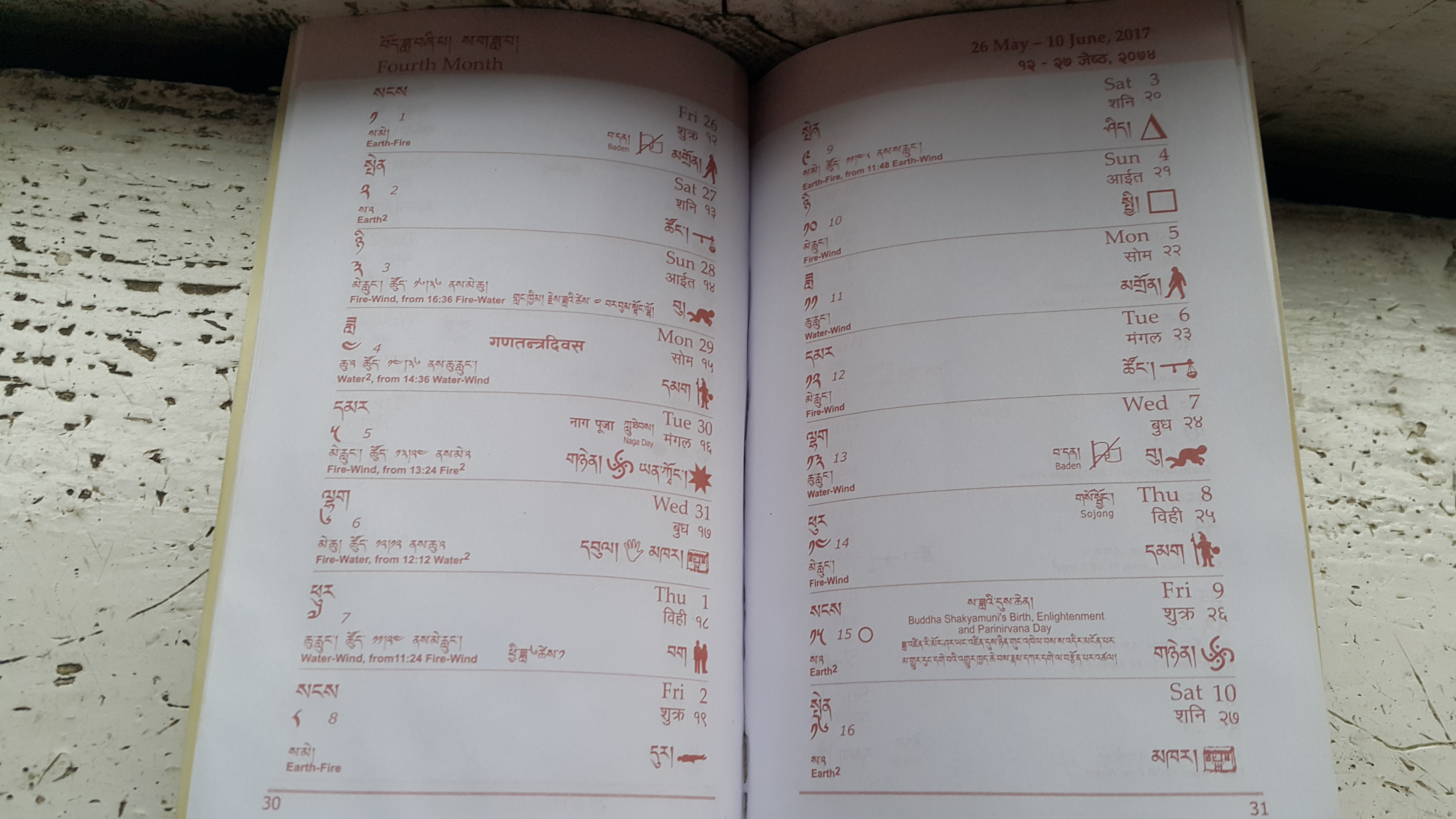
藏历历书内页，拍摄于尼泊尔

传统形式的藏历历书为长条形，每年合订为一本，约200页，历史上曾长期木刻印刷，近现代以来多为胶印，且开始有年历和月历出版:8。传统的藏历历书从霍尔月三月开始:38。历书封面的主色调多遵循土年用黄色、水年用蓝色、木年用绿色、火年用红色、金年用白色的规则。
由西藏自治区藏医院天文历算研究所编制，由西藏人民出版社出版的浦派历书是发行量最大的，不仅在中国国内发行，还出口尼泊尔、不丹、锡金、印度等地，四川民族出版社也印制该书，并在几个藏族自治州发行。根据2014年的一篇报道，西藏天文历算研究所编制的历书为藏文版，有长历书、台历、撕历、便携式历书四种，每年的发行量达到20万册左右。甘肃民族出版社出版的《气象历书》是由甘南藏族自治州医院研究所编制，也属于浦派，每年发行数千册。四川省甘孜藏族自治州德格医算所编制的历书则属于楚尔派:8。
以拉萨出版的中等规模的藏历历书为例，主要包括全年总说、分月概说和逐日细说三部分。全年总说包括历书开头向传承曆算的历代先师们致敬的礼敬偈诗句；佛教教曆（བསྟན་རྖིས）；值年的曜和宿；五曜（金星、木星、水星、火星、土星）的运行方位，与其他各曜的会合时间，与气象气候的关系；日食、月食预报，罗睺曜的方位及其与气候的关系；龟轮、狮座轮的方位及其与农作物丰歉；预报当年农业丰歉的春牛图；几龙治水、几人分饼、三伏、数九等。分月概说包括太阳入宫的日期时刻；二十四节气的日期时刻；中气日的昼夜长度；当月的重日和缺日；值月的曜和宿；当月五曜方位；当月节日。逐日细说是占用篇幅最多的，一般为每页六天:8-10。

## 研究、保护与传承
1978年，藏历编辑室编写的《西藏星算天象基本知识》由西藏人民出版社出版。1983年，时任天文历算研究所所长崔成群觉编写的《天文星算发展简史》由西藏人民出版社出版。1985年，《第十七绕迥时轮历精要补编》由西藏人民出版社出版，并荣获西藏自治区科学进步二等奖。1987年，黄明信所著《藏历的原理与实践》由民族出版社出版。1988年，西藏著名天文历算家桑珠加错编写完成《藏历运算大全》一书，1990年由中国藏学出版社出版，并在青海、甘肃、四川、北京等地举办历算培训班。1991年，银巴完成《三十年藏历》一书，包含了1991年至2020年间的藏历信息，1993年由四川民族出版社出版。1993年，《藏传历算学大全》编写组成立。1994年，黄明信创作了科普读物《藏历漫谈》。1995年，《藏传历算学大全》编写完成，1998年由四川民族出版社出版，荣获全国优秀藏文图书一等奖、第四节国家图书奖、西藏自治区科技进步一等奖。
2008年，由西藏自治区申报的“藏族天文历算”项目被国务院列入《第二批国家级非物质文化遗产名录》。同年，贡嘎仁增成为西藏天文历算的传承人。
2016年，为庆祝门孜康成立100周年，西藏藏医院天文历算研究所编撰的《西藏万年历》正式出版发行，是为藏族天文历算史上首部万年历。《西藏万年历》编写工作开始于2001年，两年后初稿完成，以藏历为主，兼有公历、农历对照，初稿仅收录了体系派浦派和作用派的内容，2014年重启编纂工作后又增加了楚尔派和甘丹新算派的内容。
2018年，利用计算机语言编程后进行推算完成的《藏族天文历算数据宝典》由中国藏学出版社出版发行，书中包括公元806年至2105年间的作用派、体系派浦派、楚尔派、甘丹新算派四种历法的历算五支和五星运动值为主的基本数据。

## 外部連結
- 藏历万年历 （页面存档备份，存于）
- 藏曆漫談